# Autreville (Vosgi)
Autreville è un comune francese di 166 abitanti situato nel dipartimento dei Vosgi nella regione del Grand Est.

## Società

### Evoluzione demografica
Abitanti censiti